# Ibrahim Orabi
Ibrahim Ahmad Orabi (arabiska: إبراهيم احمد عرابي), född 1912 i Alexandria, död där 2 juli 1957, var en egyptisk brottare. Han tog OS-brons i lätt tungvikt i grekisk-romersk stil 1948 i London.